# خدنگ خاکستری هندی
خدنگ خاکستری هندی یا خدنگ بزرگ (نام علمی: Urva edwardsii) نام پستانداری گوشتخوار و گربه‌مانند از خانواده خدنگ‌ها است. بدن این جانور دراز و باریک است و دم بلند آن تقریباً به اندازه طول تنه آن است. موهای آن بلند و زبر و گوش‌ها و دست و پای خدنگ بزرگ، کوچک است.
این جانور با ۳۶ تا ۴۵ سانتیمتر طول و رنگ گندمی مایل به حنایی در بیشتر مناطق هند و سریلانکا و در ایران تنها در نواحی جنوبی کشور (بلوچستان جنوبی، جنوب هرمزگان و بوشهر) زندگی می‌کند. یکی از زیستگاه‌های این جانور منطقه حفاظت‌شده حله در استان بوشهر است.

## زیستگاه، ظاهر، رفتار و خوراک

### زیستگاه
خدنگ‌های خاکستری هندی در بیشه‌زارها، در مزارع کشت شده یا در پوشش گیاهی شکسته و بوته‌ای مشاهده شده‌اند.
آنها همچنین در مناطق باز، علفزارها و بوته‌ها زندگی می‌کنند. آنها برای فرار از آفتاب نیمه روز، در سوراخ‌های روی زمین یا درختان توخالی می‌خوابند.

### ظاهر
خدنگ‌های خاکستری بدنی بلند، پاهای کوتاه و غدد بویایی مقعدی بسیار توسعه یافته‌ای دارند. پوشش آنها ضخیم و از نظر بافت درشت است.
طول سر و بدن ۳۸ تا ۴۶ سانتی‌متر و طول دم آن ۳۵ سانتی‌متر است. آنها ۴۰ دندان دارند. وزن اعضای این تیره بین ۰/۵ تا ۴ کیلوگرم است. (بریج، ۱۹۴۸؛ واکر، ۱۹۷۵)
خندگ‌های خاکستری (Herpestes edwardsi) دارای پنج انگشت در جلو و عقب پا است. پای عقبی تا پاشنه برهنه است، اما جلوی پا تا پنجه‌های تیز و خمیده اش مو دارد.

### رفتار
خدنگ‌های خاکستری هندی، معمولاً شکارچیان انفرادی زمینی و روزانه هستند که در طول روز و تا اواخر عصر به جستجو می‌پردازند. آنها را می‌توان در هر زمانی از روز دید، اما خدنگ‌های خاکستری هندی به ویژه در صبح زود و اوایل شب در جستجوی خزندگان فعال هستند. آنها از یورتمه سریع استفاده می‌کنند و دائماً حرکت می‌کنند و منطقه را برای یافتن غذا جستجو می‌کنند. آنها به ندرت در حال بالا رفتن از درختان دیده می‌شوند.

### خوراک
خدنگ های خاکستری هندی شکارچیانی فرصت طلب هستند که عمدتاً از موش، مارمولک، مار و سوسک تغذیه می‌کنند. پرندگان زمینی، تخم‌های آنها و بخش‌هایی از گیاهان: میوه‌ها، توت‌ها و ریشه‌ها بخشی از رژیم غذایی آنها را تشکیل می‌دهند. در کشور هند دیده شده‌اند که آنها در حال تعقیب یک خرگوش هستند. در هند، خدنگ‌های خاکستری هندی از تخم‌ها و جوجه‌های مرغ قرمز جنگل، طاووس و کبک تغذیه می‌کند.
آنها همچنین به شکار ملخ‌ها، عقرب‌ها، هزارپاها، قورباغه‌ها، خرچنگ‌ها و ماهی‌ها مشغول هستند. خدنگ‌ها جمجمه ای کشیده با دندان‌های مخصوص شکار دارد. دندانهای آنها یک لبه برشی در جلوی دهان تشکیل می‌دهند، نیش‌ها به سمت جلو آمده و بیرون زده‌اند و به آن اجازه می‌دهند روی سر مار بچسبد، و همین‌طور دندان‌های آسیاب دارای کاسه‌های نوک تیز برای له کردن حشرات کاربرد دارند.

## درگیری با مار کبرا
این گونه از خدنگ‌ها به دلیل رفتارش در مبارزه با مارها شناخته شده است. در مبارزه با یک مار کبرا، یک خدنگ خاکستری هندی، از تکنیک‌ها و سازگاری‌های خاصی استفاده می‌کند. در ابتدا خدنگ مهاجم، دندان‌های خود را نشان می‌دهد. مار به نوبه خود دهان خود را کاملاً باز می‌کند. کبرا بارها و بارها ضربه می‌زند، اما خدنگ می‌تواند از دسترس او به خارج بپرد و مانند یک بوکسور تاب بخورد. بعد از یک ساعت یا بیشتر ضربه زدن، مار خسته می‌شود و خدنگ می‌پرد و سعی می‌کند اولین نیش خود را بزند. مار معمولاً می‌تواند اولین نیش را تحمل کند، اما خدنگ تا زمانی که بتواند جمجمه مار کبری را نگه دارد و بشکند، ادامه می‌دهد. مار کبری معمولاً در نبرد با خدنگ خاکستری هندی، شکست می‌خورد زیرا نمی‌تواند به اندازه کافی در مقابل این گونه از خدنگ‌ها سریع ضربه بزند و زهر خود را تزریق کند.

## نام علمی و زیرگونه‌ها
نام علمی این گونه ابتدا Ichneumon edwardsii بود که توسط اتین ژفروآ سنت-هیلر در سال ۱۸۱۷ پشنهاد شد. بعداخدنگ‌های Herpestes طبقه‌بندی شد، اما اکنون همه خدنگ‌های آسیایی در سرده Urva طبقه‌بندی می‌شوند.

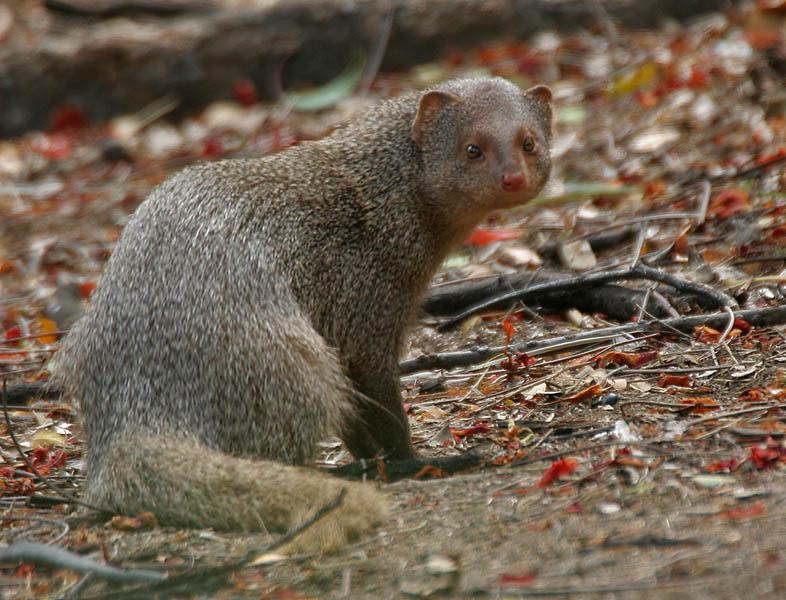
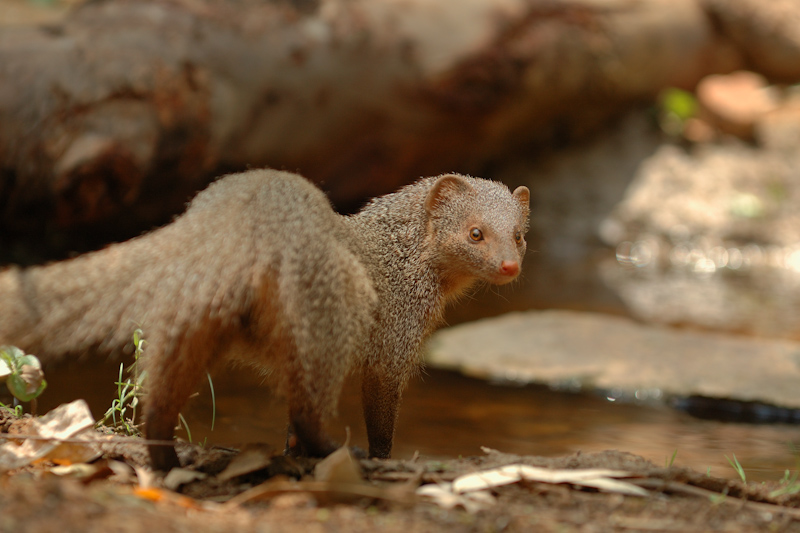
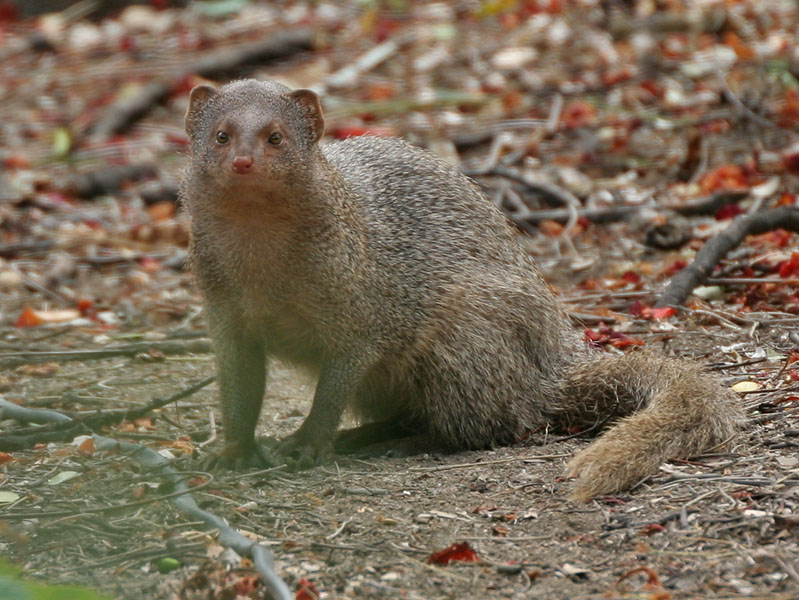

زیرگونه‌ها:
- U. e. edwardsii
- U. e. ferrugineus
- U. e. lanka
- جستجو. montanus
- U. e. nyula[۳][۴]

## جستا
1. ↑  اطلس حیات وحش (مهره‌داران) استان بوشهر، نوشته اصغر عبدلی (به همراه دیگران)، چاپ ۱۳۸۸، انتشارات معارف، صفحه ۲۰۱.
2. 1 2 3 4   https://animaldiversity.org/accounts/Herpestes_edwardsi/. پارامتر |عنوان= یا |title= ناموجود یا خالی (کمک)
3. ↑  Geoffroy Saint-Hilaire, É. (1817). "De l'Ichneumon. Ichneumon pharaon".  In Jomard, E. F. (ed.). Description de l'Égypte, ou, Recueil des observations et des recherches qui ont été faites en Égypte pendant l'éxpédition de l'armée française. Vol. Tome II. Paris: Commission des Sciences et Arts d'Egypte. pp. 137–144.
4. ↑  "ASM Mammal Diversity Database". www.mammaldiversity.org. Retrieved 2021-07-08.

## نابع
- «ویکی‌پدیای انگلیسی». دریافت‌شده در ۱۵ ژوئن ۲۰۱۱.
- اطلس حیات وحش (مهره‌داران) استان بوشهر، نوشته اصغر عبدلی (به همراه دیگران)، چاپ ۱۳۸۸، انتشارات معارف.